# ماريسا كونرالياليدز

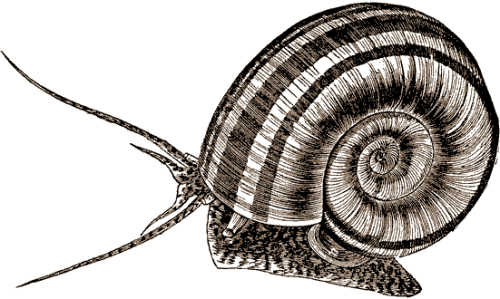

ماريسا كونرالياليدز (باللاتينية: Marisa cornuarietisAmpullariidae)، (بالإنجليزية: giant ramshorn snail) هو حلزون مياه عذبة من عائلة امبولوريدي، تكون القشرة مشابهة لشكل قرن الكبش ويسمى (Ramshorn). يوجد ألوان عديدة للقشرة، لكن الأكثر شيوعا هو الأصفر، كريمي، أو بني محمر مع الأشرطة السوداء أو البنية الغامقة وهو الأكثر شيوعا. هذا الحلزون نباتي وحيواني مثل الحلزونات الأخرى، ولكنه يأكل النباتات الحية. يوجد هذا الحلزون في البحيرات، البرك، المستنقعات، ومناطق الماء الضحل مع كمية كبيرة من النباتات.